# Hunger-Index für Indien
Der Hunger-Index für Indien (India State Hunger Index / ISHI) ist ein Instrument für die Berechnung von Hunger und Unterernährung auf regionaler Ebene. Er bedient sich derselben Indikatoren wie der Welthunger-Index (WHI) und wurde für insgesamt 17 indische Bundesstaaten berechnet.
Der ISHI wurde vom Internationalen Institut für Ernährungspolitik (IFPRI) entwickelt und gemeinsam mit der Nichtregierungsorganisation Welthungerhilfe und dem Wirtschaftsinstitut der University of California erstmals im Jahr 2008 in Neu-Delhi präsentiert.

## Hintergrund
Trotz einer sehr guten wirtschaftlichen Entwicklung hat Indien mit mehr als 200 Millionen Menschen die meisten Hungerleidenden weltweit. In der globalen Rangliste des WHI 2008 nimmt Indien mit 23,7 Punkten („sehr ernst“) die Position 66 von 88 klassifizierten Ländern ein. Hauptproblem in dem südasiatischen Land sind vor allem untergewichtige Kinder unter fünf Jahren, wofür zum Großteil der schlechte Ernährungs- und Bildungsstatus der indischen Frauen verantwortlich ist.
Um Hunger nachhaltig zu bekämpfen, ist es notwendig, das Thema nicht nur auf nationaler Ebene zu diskutieren, sondern vor allem stärker auf die regional spezifischen Problemkonstellationen einzugehen. Der Hunger-Index für Indien ist ein wichtiges Instrument, die Ausprägungen von Hunger auf Ebene der Bundesstaaten zu erkennen und in der politischen Diskussion Bewusstsein für die ihm unterliegenden Gründe zu schaffen. Ernährungssicherungsmaßnahmen können so langfristig gezielter eingesetzt werden.

## Indikatoren und Datenquellen
Der ISHI bedient sich derselben gleichwertigen Indikatoren wie der Welthunger-Index:
1. Dem Anteil an Unterernährten an der Bevölkerung eines Landes in Prozent (Indikator für den Anteil der Menschen, die ihren Bedarf an Nahrungsenergie nicht decken können).
2. Dem Anteil der Kinder unter fünf Jahren mit Untergewicht (Indikator für den Anteil der Kinder, die an Gewichtsverlust und/oder zu geringem Wachstum leiden).
3. Der Sterblichkeitsrate von Kindern unter fünf Jahren (Indikator, der teilweise das fatale Zusammenwirken von mangelnder Nährstoffversorgung und einem schlechten gesundheitlichen Umfeld widerspiegelt).

Er nutzt dabei zwei landesspezifische Datenquellen: die Datenbank des indischen National Family Health Survey (2005–2006) sowie den National Sample Survey (2004–2005). Der Hunger-Index für Indien wurde für insgesamt 17 Bundesstaaten berechnet, in denen 95 Prozent der Bevölkerung leben. Der National Family Health Survey verfügt über eine sehr große Datenbasis und besitzt auch für kleinere Bundesstaaten repräsentative Schätzungen über das Untergewicht von Kindern sowie deren Sterblichkeitsrate unter fünf Jahren. Der National Sample Survey hingegen verfügt nur über unzureichende Schätzungen des Anteils der Unterernährten in den kleineren Staaten Indiens. Daher beschränkt sich der ISHI in seinen Berechnungen auf die Staaten, in denen aus beiden Datenbanken präzise Schätzungen vorliegen.

## Die wichtigsten Ergebnisse
- Der ISHI 2008 bewegt sich zwischen den Werten 13,6 („ernst“ / „serious“) für Punjab und 30,9 („gravierend“ / „extremely alarming“) für Madhya Pradesh, wobei es innerhalb des Landes sehr starke Schwankungen gibt. Ordnet man die Bundesstaaten in die globale Rangliste des WHI 2008 ein, steht Punjab an 34. Stelle (zwischen Nicaragua und Ghana) und Madhya Pradesh an 82. Stelle (zwischen Tschad und Äthiopien). In diesem Bundesstaat sind mehr als 60 Prozent der Kinder unterernährt.
- Zwölf der 17 untersuchten Bundesstaaten befinden sich in der Kategorie „sehr ernst“ („alarming“). Ein Staat verfügt über eine „gravierende“ („extremely alarming“) Hungersituation.
- Die Werte des ISHI korrelieren sehr stark mit Armutsquoten allerdings kaum mit Wirtschaftswachstum in den jeweiligen Bundesstaaten. Starke Hungerprobleme lassen sich auch in Staaten finden, die sich wirtschaftlich sehr gut entwickeln.
- Ein gleichberechtigteres Wirtschaftswachstum sowie gezieltere Ernährungssicherungsmaßnahmen, um die Ernährungssituation von Kindern zu verbessern sowie die Kindersterblichkeit zu verringern sind notwendig, um die Situation in allen Bundesstaaten Indiens zu verbessern.